# Montañas sagradas de Corea

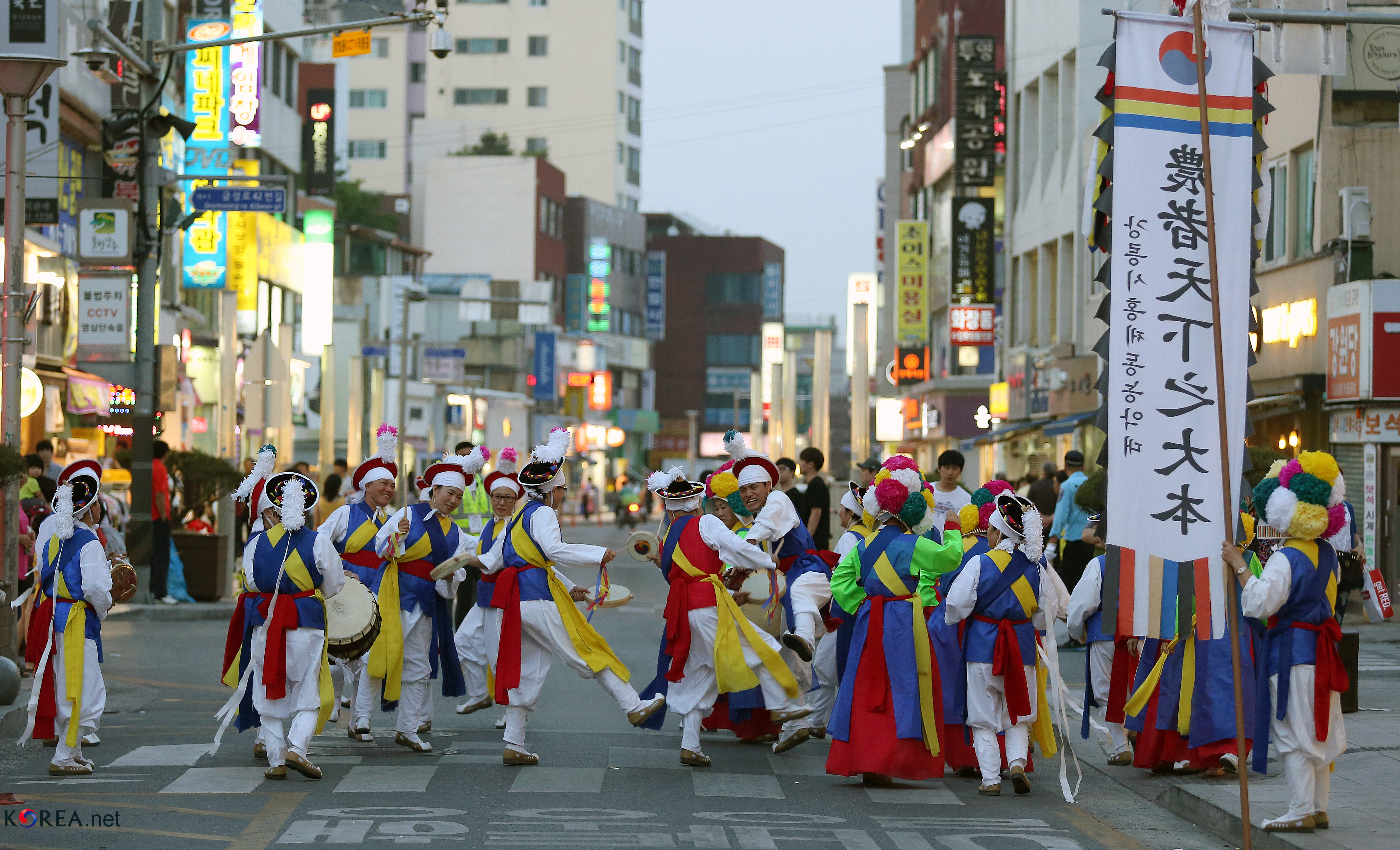
Imagen del Festival Danoje de Gangneung.

La Península de Corea se caracteriza por estar llena de montañas, aunque la gran mayoría de ellas no son especialmente altas y la mayor concentración se encuentra en lo que ahora es Corea del Norte. Como consecuencia, las montañas tienen una enorme influencia en la cultura coreana, y por ende, también en sus creencias, festivales y costumbres religiosas desde hace siglos.

## Historia
El chamanismo coreano guarda una fuerte relación con las montañas. De acuerdo con estas creencias ancestrales, cuyo origen se podría remontar incluso al nacimiento del pueblo coreano (la fecha exacta continúa siendo objeto de un fuerte debate entre los historiadores modernos), las montañas son el lugar en el que habitan los sanshin, o espíritus de las montañas. Los sanshin fueron ampliamente venerados por el pueblo coreano, que peregrinaba hasta las montañas a rezar. Además, era habitual que se levantaran pequeños santuarios en las montañas para honrar a los espíritus. Existían varios festivales en los que se organizaban rituales chamánicos, danzas y otros espectáculos en los que se congregaba todo el pueblo para pedir la protección o para complacer a los espíritus de la montaña. Todavía se siguen celebrando algunos de estos festivales, como el festival Danoje de Gangneung, Patrimonio de la Humanidad desde 2008.

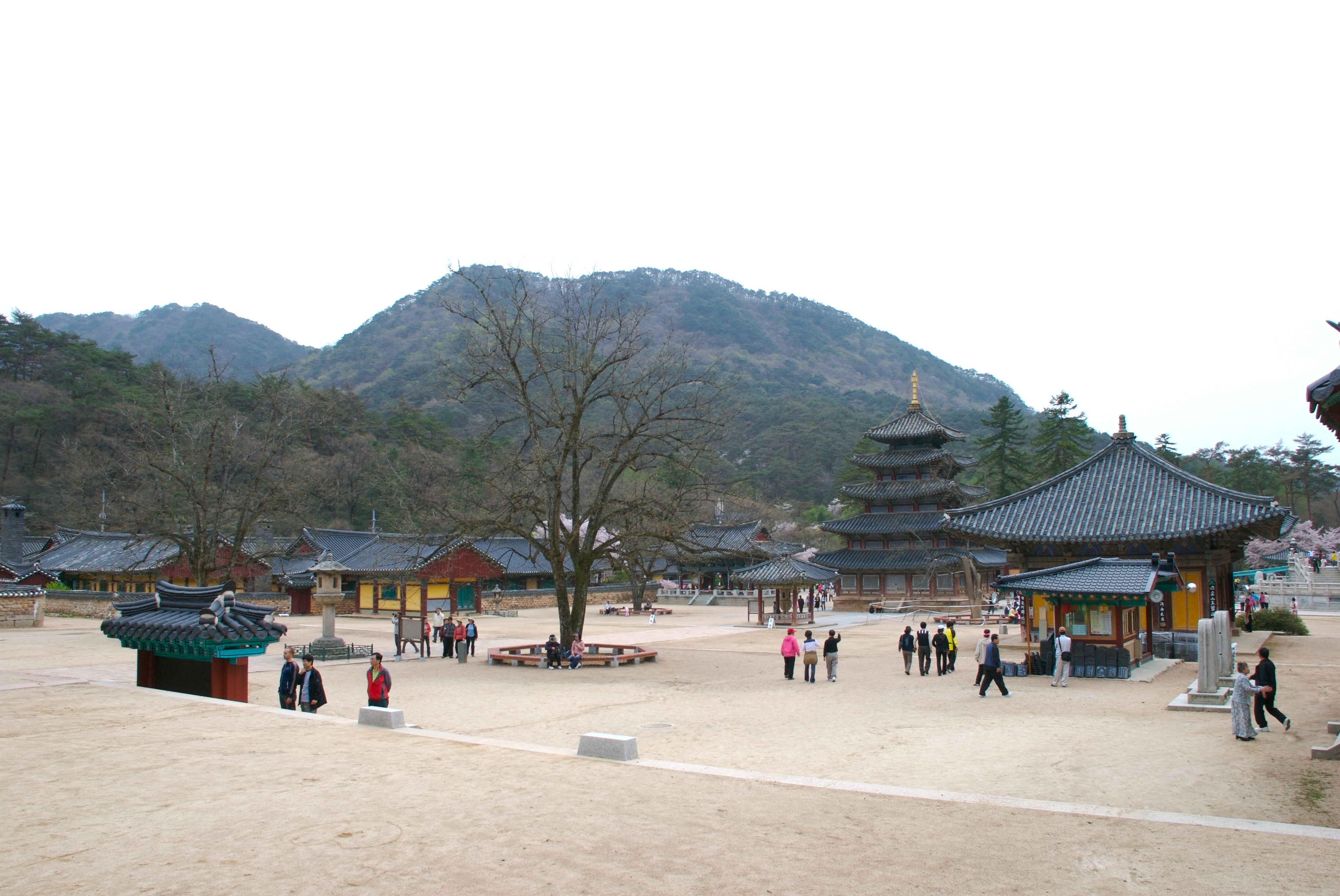
Templo de Beopjusa, uno de siete monasterios budistas o sansa Patrimonio de la Humanidad.

A pesar de la entrada del Budismo a Corea a finales del siglo IV a. C., que acabaría reduciendo la importancia del chamanismo en la sociedad coreana hasta hoy en día, las montañas siguieron siendo importantes para los coreanos desde el punto de vista espiritual. Muchos monjes budistas se retiraban a las montañas porque creían que era un lugar ideal para la meditación. De hecho, muchos templos budistas se levantan en montañas, como el caso de los monasterios budistas o sansa, que datan de entre los siglos VII y IX y forman parte del Patrimonio de la Humanidad desde su inscripción en 2018.

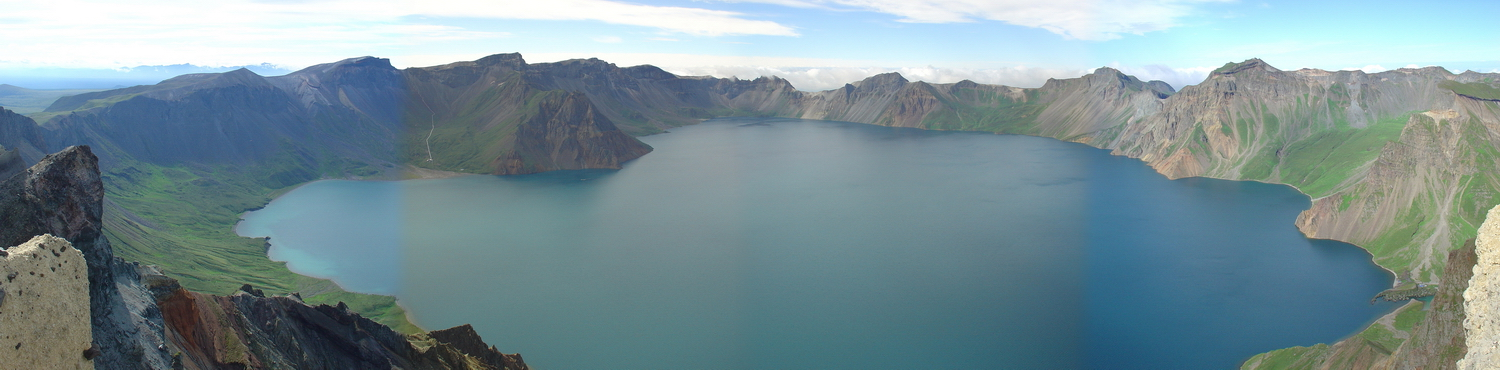
Monte Paektu.

Algunas montañas, como el monte Paektu, son especialmente importantes para la historia y la cultura de Corea. Esta montaña de origen volcánico, situada en la frontera entre Corea del Norte y China, tiene un lago enorme en su cráter. De acuerdo con la tradición, es en esta montaña donde tiene su origen el pueblo coreano. Hwaning, el dios del cielo envió a su hijo Hwanung a la Tierra, donde conoció a un tigre y un oso, a los que les dio la oportunidad de convertirse en humanos si permanecían durante un largo tiempo en una cueva y comían ajo. El tigre falló, pero la osa lo consiguió y se convirtió en una mujer y tuvo un hijo con Hwanung. Este hijo era Dangun, el padre del pueblo coreano y fundador de la legendaria Dinastía Gojoseon en el 2333 a. C., la primera de la larga historia coreana, aunque todavía hay muchas cosas que los historiadores no saben sobre este periodo tan antiguo. Por su significado especial, esta montaña fue el lugar en el que tuvo uno de los encuentros entre Kim Jong Un, líder de Corea del Norte y Moon Jae In, presidente de Corea del Sur. La Dinastía Kim también se conoce como la línea de sangre del Monte Paektu. De esta forma, relacionando a sus líderes con este monte sagrado, pueden legitimar su poder.
Otras montañas sagradas para los coreanos son el Monte Kumgang, el Monte Chiri y el Monte Bukhan.
El Monte Halla, situado en la Isla de Jeju, también es muy importante. En esta isla, relativamente aislada del resto de Corea durante gran parte de su historia, tienen lugar muchos rituales chamánicos que se han conservado intactos durante siglos y mantienen diferencias con los de la Península. Los habitantes de la Isla de Jeju tienen su propio mito de creación.